# ماي أيزاوا
ماي أيزاوا (باليابانية: 相沢舞) مواليد 21 أغسطس 1981، هي مؤدية أصوات يابانية.

## الأدوار

### مسلسلات أنمي تلفزيونية
- النجم المحظوظ
- هواء
- مونتو - يوميمي هيداكا
- حياتي العادية - ميو ناغانوهارا
- يوميات المستقبل - مينيني أوريو

### ألعاب
- ياكوزا 3

## روابط خارجية
- ماي أيزاوا على موقع IMDb (الإنجليزية)
- ماي أيزاوا على موقع ميوزك برينز (الإنجليزية)
- ماي أيزاوا على موقع ديسكوغز (الإنجليزية)
- ماي أيزاوا على موقع ديسكوغز (الإنجليزية)
- ماي أيزاوا على موقع قاعدة بيانات الفيلم (الإنجليزية)
- ماي أيزاوا على موقع كينوبويسك (الروسية)
- ماي أيزاوا على موقع ANN person (الإنجليزية)